# وویچخ نویسکی
وویچخ نویسکی (لهستانی: Wojciech Nowicki؛ زادهٔ ۲۲ فوریهٔ ۱۹۸۹) یک پرتاب‌گر چکش اهل لهستان است. از افتخارات او می‌توان به کسب مدال برنز پرتاب چکش در ۲۰۱۵ پکن اشاره کرد.